# Musica gnawa

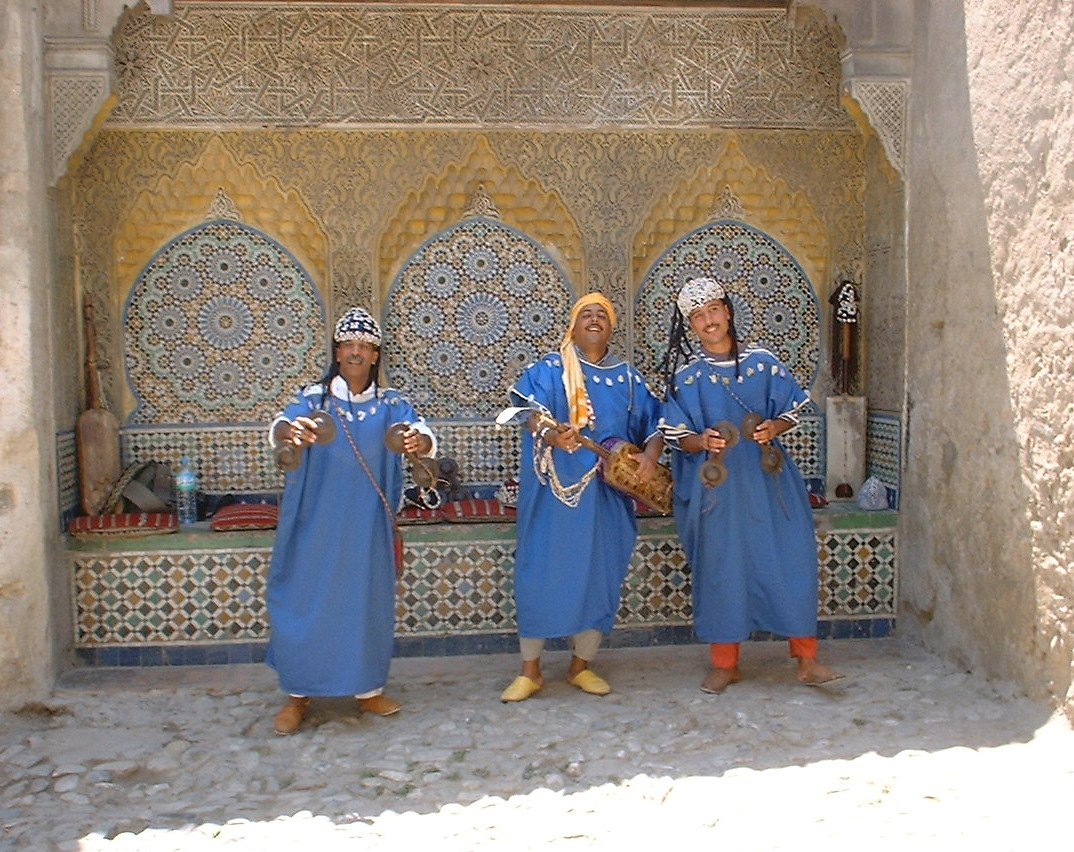
Musicisti Gnawa si esibiscono in una strada (Marocco)

Con musica gnawa (o gnaoua) ci si riferisce in genere ad una peculiare sonorità tradizionale del Marocco, praticata dai Gnawa, un gruppo etnico discendente dagli schiavi neri subsahariani.

## Caratteristiche
La musica gnawa svolge una funzione connessa a cerimonie e rituali di tale popolo. Le sonorità di questa tradizione hanno spesso una funzione ipnotica sia per i musicisti, sia per i partecipanti all'ascolto. In un brano Gnawa, una frase o un paio di frasi vengono ripetute più e più volte, in modo che il canto possa durare a lungo.
In realtà, un brano musicale può durare anche diverse ore. Tuttavia, ciò che ai non iniziati potrebbe sembrare un'unica canzone lunga è in realtà una serie di canti, che invocano diversi spiriti (jinn) (Sidi Moussa, Basha Hammou, Baba Mimoun, Lalla Malika, Lalla Aisha e altri) o santi (marabutti). I rituali gnawa vengono svolti di notte (lila) e durano a lungo per far entrare in trance i partecipanti. I rituali vengono guidati da un Maâlem (maestro). Tale musica oggi è ascoltabile in Marocco anche al di fuori di contesti spirituali, sia per le strade, sia attraverso registrazioni audio.
Il 14 dicembre 2019 il comitato UNESCO sulla salvaguardia dei patrimoni culturali immateriali, ha dichiarato la musica gnawa patrimonio dell'umanità.